# Untergruppenbach
Untergruppenbach er en by i den tyske delstat Baden-Württemberg, som ligger i kreisen Heilbronn. Untergruppenbach har 7.518 indbyggere (2006).